# Une main lave l'autre
Albums de Alpha Wann
Alph Lauren 3
(2018) PPP
(2019)
Singles
1. Stupéfiant et noir
Sortie : 18 juillet 2018
2. Ça va ensemble
Sortie : 29 août 2018
3. Langage crypté
Sortie : 17 décembre 2018
4. Cascade remix
Sortie : 22 février 2019

Une main lave l'autre (stylisé UMLA) est le premier album studio du rappeur français Alpha Wann, sorti le 21 septembre 2018 sur le label Don Dada Records.
L'album est certifié disque de platine en juillet 2022, près de quatre ans après sa sortie.

## Historique
Le 18 juillet 2018, Alpha Wann dévoile le morceau Stupéfiant et noir, accompagné d'un clip en noir et blanc réalisé par Scotty Simper. Dans le morceau, deux phrases évoquent la sortie prochaine d'un album : « l'album est vrai, achète deux exemplaires », et « très peu probable que je tape un platine, faut que j'fasse un classique ». Quelques mois plus tôt, lors de la sortie de l'EP Alph Lauren 3 en avril 2018, le rappeur avait déjà annoncé la sortie de son premier projet long pour l'automne.
Le mois suivant, le rappeur donne la date de sortie du projet et son titre, sous forme de l'acronyme UMLA. Une semaine plus tard, fin août, sort un deuxième single, Ça va ensemble, accompagné de la tracklist de l'album, de son titre en forme longue, et de sa pochette (réalisée par Rægular),. Ce nouveau single est de nouveau clippé par Scotty Simper, mais cette fois partiellement : le morceau dure près de 7 minutes sur les plateformes tandis que le clip s'arrête au bout de 2 min 30 s.
Le lendemain de la sortie de Ça va ensemble, Alpha s'exprime sur la conception du morceau sur Twitter : « ça va ensemble c'est le morceau le + vieux de l’album, le clip a un an et le son en a deux, jl'ai ft en juin 2016 c'est pr ça que je parle de loi du travail et de Colette alors que c'est fermé, et y a pas Ken sur l'album mais un jour on fera En Sous Marin 2 soyez patients uesh ». Quelques minutes plus tard, Nekfeu lui répond en précisant que s'il n'est pas présent sur l'album, c'est parce qu'Alpha en a retiré son couplet. Une dizaine de jours plus tard, Alpha Wann révèle sur Instagram qu'un morceau avec Ateyaba a été enregistré mais n'a pas été non plus gardé sur l'album.
La veille de la sortie d'UMLA, Alpha sort le freestyle Pistolet Rose, qui n'est pas présent sur l'album mais est accompagné d'un clip tourné dans le 14e arrondissement de Paris, notamment devant la station de métro Pernety,.
Une main lave l'autre, premier album studio d'Alpha Wann, sort le 21 septembre 2018, avec comme invités Infinit', Sneazzy, OG L'Enf, Doums et Diabi. Deux autres singles seront clippés : Langage crypté en décembre et Cascade remix en février 2019.
Après 6 222 ventes en première semaine, l'album est certifié disque d'or (50 000 équivalent ventes) le 20 juin 2020, puis disque de platine (100 000 équivalent ventes) le 28 juillet 2022.

## Liste des titres
| No  | Titre                                 | Producteur(s)            | Durée |
| --- | ------------------------------------- | ------------------------ | ----- |
| 1.  | LE PIÈGE                              | Hologram Lo', VM The Don | 3:36  |
| 2.  | STARSKY & HUTCH                       | JayJay, LamaOnTheBeat    | 2:22  |
| 3.  | STUPÉFIANT ET NOIR                    | Hologram Lo'             | 3:09  |
| 4.  | FLAMME OLYMPIQUE                      | VM The Don               | 3:00  |
| 5.  | LE TOUR (feat. Infinit')              | VM The Don               | 2:54  |
| 6.  | CASCADE (Remix)                       | Diabi                    | 3:31  |
| 7.  | PARACHUTE CHANEL (feat. Sneazzy)      | VM The Don               | 4:00  |
| 8.  | LANGAGE CRYPTÉ                        | Diabi                    | 3:39  |
| 9.  | POUR CELLES                           | Diabi, Hologram Lo'      | 3:03  |
| 10. | OLIVE & TOM                           | Hologram Lo', VM The Don | 2:47  |
| 11. | 1500 (feat. OG L'Enf)                 | JayJay, LamaOnTheBeat    | 5:02  |
| 12. | ÇA VA ENSEMBLE                        | Hologram Lo', VM The Don | 6:58  |
| 13. | CONTREX                               | JayJay, LamaOnTheBeat    | 2:10  |
| 14. | LA LUMIÈRE DANS LE NOIR (feat. Doums) | Seezy                    | 2:48  |
| 15. | FUGEES (feat. Diabi)                  | AAyhasis                 | 3:00  |
| 16. | UNE MAIN LAVE L’AUTRE                 | Hologram Lo'             | 3:02  |
| 17. | MACRO                                 | Hologram Lo'             | 3:43  |

Notes
- Tous les titres sont stylisés en majuscule.
- La lumière dans le noir contient un sample de 169 Aaaah! de Roland[16].
- Un couplet de Nekfeu devait figurer sur Langage crypté, mais a été retiré car Alpha Wann jugeait le texte inadapté à la trame du morceau[17].
- Sur le morceau Le tour, Infinit' rappe tous les couplets, et Alpha Wann ne fait que les refrains.

## Titre
L'origine du titre Une main lave l'autre n'a jamais été confirmée par Alpha Wann, mais plusieurs pistes existent. Cette expression pourrait tout d'abord être une traduction française du proverbe latin manus manum lavat, extrait d’un verset du poète comique Épicharme traduit du grec par Sénèque. Une autre référence possible, plus cohérente avec l'univers d'Alpha Wann, est une phrase de Jadakiss, « one hand wash the other, both wash the face », sur le titre Kiss Of Death extrait de son album éponyme sorti en 2004. On peut entendre une traduction de cette phrase sur le titre qui donne son nom à UMLA : « une main lave l'autre mais elles se joignent pour laver l'visage ». Enfin, une troisième référence possible est souvent évoquée : le nom de l'album L'eau lave mais l'argent rend propre du rappeur Lalcko, sorti en 2011. Cette même phrase est citée par Alpha dans le titre Vivre bien présent sur l'EP Ma version des faits d'Infinit', dont le clip sort une dizaine de jours après Une main lave l'autre.

## Production
Le morceau Cascade remix, qu'Alpha Wann déclare être celui qu'il aime le moins de l'album, est produit par le producteur Diabi. Ce dernier en raconte la genèse pour l'Abcdr du son :

« Ce morceau est parti d’une erreur : ils m’avaient demandé d’arranger un morceau, de rajouter deux ou trois trucs, j’avais un acapella qui était le couplet, et j’ai tout réarrangé. Sans m’en rendre compte j’avais changé toute la prod et c’est pour ça que c’est devenu un remix. Je l’avais fait au studio, je leur avais envoyé en leur disant que j’étais parti en couilles et que je comprendrais s’ils revenaient à la version originale. Bon, au final ils l’ont gardée. »

C'est aussi Diabi qui chante le refrain de Fugees, chose qu'il n'a jamais faite auparavant :

« J’ai fait la mélodie, Alpha a écrit le texte, on a screwé le truc, on a trouvé ça marrant. Il devait reposer, mais finalement non. Donc il m’a mis en feat : j’allais être sur un album dans les bacs, j’avais jamais fait. »

## Pochette
Le graphiste Rægular, à l'origine de la pochette d'Une main lave l'autre, raconte sa conception dans un entretien avec l'Abcdr du son :

« Pour la pochette, je voulais qu’il soit au milieu de nulle part, que les gens se demandent “C’est vrai ou faux ?” [...] Initialement, la pochette se rapprochait de celle d’A$AP Ferg. C’était notre idée de départ, le concept était limite validé… Puis Ferg a sorti sa mixtape et on a dû partir sur autre chose. Entre-temps, six mois se sont écoulés… Et les grands challenges ont été de coller à l’univers d’Alpha. Avec du recul, je suis satisfait… La pochette est minimaliste. Dans l’attitude, tu retrouves le ton de l’album… Les deux s’influencent. Pour approfondir même un peu plus, à partir du moment où j’ai pu écouter tout l’album, quatre ou cinq jours avant la séance photo. Je me suis mis à noter des idées “Tiens, ‘Une main lave l’autre, les deux se lavent le visage’, il dit ça dans ce morceau…” J’ai organisé un shooting chez mes beaux-parents en été, je savais qu’on allait avoir des couchers de soleil de fou. À peu près trois cents photos ont été faites. Douze ou treize sont ressorties. »

## Classements et certification

### Classements
| Classement (2018)            | Meilleure position |
| ---------------------------- | ------------------ |
| Belgique (Wallonie Ultratop) | 17                 |
| France (SNEP)                | 10                 |
| Suisse (Schweizer Hitparade) | 33                 |

### Certification
| Région | Certification | Ventes/Streams |
| ------ | ------------- | -------------- |
| France | Platine       | 100 000        |